# ثياتيتوس (محاورة)
ثياتيتوس (باليونانية: Θεαίτητος)‏ هو عنوان واحدة من محاورات أفلاطون حدثت عام 369. حيث الثلاثي سقراط وثيودورس وثياتيتوس يتحاورون في محاولة للإجابة على السؤال «ما هي المعرفة؟» المشاركان الاخران في الحوار هما اقليدس وطربسيون. في لإجابة على هذا السؤال استخدمت طرق ليست مختلفة تماماً عن تلك المستخدمة في نظرية المعرفة الحديثة.
الثياتيتوس تصنف من ضمن محاورات المرحلة الثانية، أي بعد تأسيسه للأكاديمية. وهي من أشهر إنجازات هذه المرحلة كما (الجمهورية) أيضا.
الثياتيتوس تصر على أنه من المستحيل أن تعتبر العلم حقيقي إن لم يكن في إشارة إلى الفكرة. ويهدف هذا النقاش إلى نفي المعرفية الذاتية (epistemological subjectivity) التي وضعتها السفسطائيون، الذين يعتقدوا أن الإدراكات الحسية هي التي تحدد المعرفة، وهو الأمر الذي ينفيه بشدة أفلاطون: الفيلسوف يقول ان المعرفة تأتي عن طريق الفكر (dianoia) والرياضيات والحوار.
في الواقع، فإنه ليس من الممكن بث المعرفة ان لم تكن هناك حقائق مؤكدة وجماعية. كما يؤكد في الحوار المسمى يوثدموس (Euthydemus). حيث تم استنتاج انه حتى النقاش (eristic) يكون غير مفيد إذا كان صحيحا ما يؤكدون السفسطائيون.
ولذلك، فإن آراء فرد واحد لا تنشئ علم. على سؤال سقراط: ما هي المعرفة، ثياتيتوس يذكر بروتاجوراس (Protagora) ويقول انه شعور. ولكن يجب علينا أن نفهم ما هو اهتمام أفلاطون بالسفسطائي بروتاجوراس. هدف الفيلسوف هو إظهار أن هناك معرفة فقط إذا كان هناك أفكار. وهذا ما يبينه خلال الحوار. ولكن ينبغي التأكيد هنا أن الأفكار لا تذكر أبدا: لانه يبدأ الحوار من وجهة نظر المعارضة. ومن ثم يبين عدم صلاحيتها واخيرا يركز على الحل الوحيد الممكن وهو تقبل جود هيئات أبدية علوية. وهكذا أفلاطون يصتدم مع خصمه الأكبر ((وبالتالي أيضا مع العقلانية (Rationalism) والحسية (Sensualism). وبما يتعلق بمسألة الأفكار، الحوار ثياتيتوس مكمل للحواريين بارمنيدس (Parmenides) والسفسطائي ().

## خطة الحوار
الثياتيتوس، مع حوارات السفسطائي والسياسي تمثل ثلاثية، ولكنها الوحيدة التي نتعرف فيها على المثول الأفلاطوني. في نهاية الثياتيتوس، سقراط يؤجل مواصلة المناقشة إلى صباح اليوم التالي، بإعطاء موعد ل تيودور في نفس المكان. التأجيل للسفسطائي، الذي يرى نفس الشخصيات، بالإضافة إلى الغريب من إيليا، لمناقشة المواضيع المتفق عليها، وأخيرا لهذين الاثنين يضاف السياسي، حيث تستكمل المناقشة بين سقراط والغريب.
الحوار المعني هو حوار مباشر، ثيودور القيرواني (عالم رياضيات الشهير)، يقدم لسقراط واحد من طلابه ألامعين، وهو صبي في السابعة عشرة من العمر يدعى ثيتتوس (Theaetetus). الفيلسوف يقرر اختباره ويسأله: ما هي المعرفة؟. ثيتتوس قدم تعريف أولي، تنص على أن «المعرفة هو شعور». سقراط يقول: غير كاف، ولكن في نفس الوقت يدرك أن الشاب «حامل»، ومن الممكن إخراج منه تعريف مرض باستخدام طريقة توليد الفكرة. بهذا التعريف سقراط يحلل - وينتقد إلهام protagorea وheraclitism، بعد ذلك، بتوجيه من سقراط، Theaetetus يقترح تعريف ثاني المعرفة هي رأي صحيح«) وتعريف ثالث (» المعرفة هي اعتقاد صحيح من الممكن دعمه برأي. ولكن نتائج الحوار

## وصلات خارجية
- جسد الثقافة - مفردات ومصطلحات فلسفة